# Coleophora transcaucasica
Coleophora transcaucasica é uma espécie de mariposa do gênero Coleophora pertencente à família Coleophoridae.